# Paroedura ibityensis
Paroedura ibityensis là một loài thằn lằn trong họ Gekkonidae. Loài này được Rösler & Krüger miêu tả khoa học đầu tiên năm 1998.